# NGC 5431
NGC 5431 (również PGC 50046) – galaktyka spiralna (S?), znajdująca się w gwiazdozbiorze Wolarza. Odkrył ją Wilhelm Tempel 25 kwietnia 1883 roku.